# Őslénytan
Az őslénytan – idegen szóval paleontológia (görög paleo, "régi", ontosz "létező" és logosz, "tudás' szavakból) – a történelem előtti életformák tanulmányozásának tudománya. Az ősmaradványok (fosszíliák) lehetnek testfosszíliák, lábnyomok, járatok, testrészek, fosszilizálódott ürülék (koprolit), palinomorfák, és kémiai maradványok. 
A modern őslénytan azt tanulmányozza, hogyan hatnak a Föld hosszútávú földrajzi változásai (paleogeográfia vagy ősföldrajz) és éghajlati változásai (őséghajlattan) az élet evolúciójára, hogyan reagálnak az ökorendszerek ezekre a változásokra és mindezek hogyan alakították a biodiverzitást, az élőlények változatosságát. A paleontológia mindemiatt átfedéseket tartalmaz a geológiával, a klimatológiával, a botanikával, a biológiával, a zoológiával és az ökológiával. 
Fő ágai az ősállattan (paleozoológia) és az ősnövénytan (paleobotanika). A paleozoológusok szakosodhatnak a gerinctelenek vagy a gerincesek tanulmányozására. A pollenek, spórák tanulmányozása a palinológia tárgykörébe tartozik. A mikroszkópikus maradványokkal a mikropaleontológia foglalkozik.
Fejlődő tudományágak a paleobiológia, a paleoökológia, az ichnológia (a nyomfosszíliák tana), a tafonómia (a fosszilizálódás folyamatának tana).
Az őslénytan a 18. századi svéd tudós, Carl von Linné által a biológia számára kifejlesztett binominális elnevezésrendszert használja a vizsgált élőlények rendszerezésére.
Az őslénytan elsődleges gazdasági jelentősége, hogy a fosszíliák segítségével feltárja a korát és természetét azon kőzeteknek, amelyek ezeket tartalmazzák. Ezek az információk alapvető fontosságúak lehetnek az ipar, elsősorban a kőolajipar számára. Egy adott kőzetréteg korát a legegyszerűbben azon fosszíliák alapján lehet megállapítani, amelyeket tartalmaz. Bár a fosszíliák létezéséről a legkorábbi idők óta tud az ember, szervezett és rendszerezett tanulmányozásuk csak a 18. századtól indult meg.